# Hemidactylus granosus
Espèce
Hemidactylus granosus est une espèce de geckos de la famille des Gekkonidae.

## Répartition
Cette espèce se rencontre en Arabie saoudite et au Sinaï en Égypte.

## Description
Les mâles mesurent de 39,0 à 53,2 mm et les femelles de 40,6 à 53,3 mm..

## Taxinomie
Cette espèce a été relevée de sa synonymie avec Hemidactylus turcicus par Šmíd et al. en 2013.

## Publication originale
- Heyden, 1827 : Atlas zu der Reise im nördlichen Afrika. I. Zoologie. Reptilien. H. L. Brönner, p. 1-24 (texte intégral).